# Марат Измайлов
Марат Измайлов е руски футболист от татарски произход. Силните му страни са дрибъла и техниката, но често е преследван от контузии. Играе като флангови или атакуващ полузащитник.

## Кариера
Измайлов започва кариерата си в Локомотив Москва. Марат става 2 пъти шампион на Русия с Локо – през 2002 и 2004 година. Дебютира през 2000, в мач от купата на Русия срещу ЦСКА Москва. През 2001 е обявен за най-талантлив млад играч от вестник спорт експрес. През 2002, само на 19 години е повикан в националния тим на Русия за Мондиал 2002. След това Измайлов страда от чести контузии, но когато е на терена прави великолепни мачове в състава на червено-зелените. Печели 2 титли на Русия (2002 и 2004) и играе 1/8 финал на шампионската лига. Един от най-запомнящите се голове на Марат е срещу Монако през 2004. Участва на Евро 2004. През 2006 при Славолюб Муслин е използван като десен халф и след неубедителни изяви е затрит в дубъла. През 2007 Анатолий Бишовец избира Марат за капитан на Локомотив, но скоро след това потругалският Спортинг Лисабон взима полузащитникът под наем.
През 2007 е взет за 1 сезон под наем от португалския Спортинг Лисабон. Той отива там в пакет със съотборниците си Мариан Хад и Селсиньо. След края на сезон 2007/08, Спортинг закупуват правата на играча. Той обаче е преследван от травми и за 3 сезона изиграва едва 50 мача в първенството. Избран е за най-добър чужденец в Лига Сагреш за 2008/09 и 2009/10. Според някои сайтове е близо до трансфер в родния си Локомотив, но в последния момент трансферът пропадна.
На 21 март 2010 е изгонен от Спортинг, защото отказва да излезе на терена срещу Атлетико Мадрид в мач от Лига Европа. Той се скарва със спортния директор Кощиня и ръководството.
Въпреки това, Марат скоро е върнат в тима. В края на 2009/10 получава травма в коляното, но от Спортинг отказват да заплатят за операцията на руснака. След напускането на спортния директор Кощиня Измайлов се помирява с ръководството на лисабонския клуб, които обявяват, че ще разчитат на него до 2013, когато договорът му изтича.
В началото на април Марат се възстановява от контузията си. Първия си мач след травмата изиграва срещу ФК Порто, като влиза в игра в 62-рата минута.
На 27 април 2011 футболистът удължава договора си до 2015.
След идването на Валери Божинов в отбора Марат сменя номера си и ще играе с номер 10.
В първия кръг на Лига Сагреш Марат отбелязва гол срещу Олянензе. Той започва титуляр и в мач от Лига Европа, а в третия кръг вкарва гол на Маритимо при загубата с 2:3. По-късно се разписва и срещу Пасош Ферейра, но отново изпитва болки в коляното и е аут до края на годината. В януари 2012 се завръща срещу Порто, но травмата му се влошава. През февруари 2012 играчът вече е напълно възстановен и на 26 февруари се разписва срещу Рио Аве. На 11 март 2012 вкарва дузпа на Витория Гимараеш, което е негов пети гол за сезона.
През май 2012 Марат е включен в разширения състав на Русия за Евро 2012, въпреки че не е играл за „сборная“ от 2006. На 25 май играе в контрола с Уругвай, завършила 1 – 1. Измайлов влиза като резерва в последните 10 минути на мачът Полша-Русия от Евро 2012. Първия си мач през сезон 2012/13 изиграва в Лига Европа срещу Базел. До края на годината изиграва 7 мача в първенството.
На 9 януари 2012 преминава в Порто и взима фланелка с номер 15. За новия си отбор дебютира няколко дни по-късно, влизайки като резерва в мач с Бенфика. На 19 януари 2013 вкарва първия си гол за „лъвовете“ срещу Пасош Ферейра. Като цяло престоят му в Порто не е много успешен.
В началото на 2014 г. преминава под наем в азербайджанския Габала, където треньор е Юрий Сьомин. На 18 юли 2014 г. преминава под наем за един сезон във ФК Краснодар. Първото си попадение за „биковете“ отбелязва срещу Спартак (Москва), а Краснодар побеждава с 4:0. Това остава и единствения му гол за отбора. Въпреки че е титуляр за Краснодар, „биковете“ не привличат за постоянно Измайлов. Играчът пропуска сезон 2015/16 поради семейни проблеми.
През лятото на 2016 г. се завръща в Краснодар.

## Статистика
| Сезон       | Отбор               | Мачове | Голове |
| ----------- | ------------------- | ------ | ------ |
| 2001        | ФК Локомотив Москва | 29     | 6      |
| 2002        | ФК Локомотив Москва | 15     | 6      |
| 2003        | ФК Локомотив Москва | 26     | 5      |
| 2004        | ФК Локомотив Москва | 18     | 2      |
| 2005        | ФК Локомотив Москва | 16     | 4      |
| 2006        | ФК Локомотив Москва | 16     | 1      |
| 2007        | ФК Локомотив Москва | 4      | 0      |
| 2007 – 2008 | Спортинг Лисабон    | 23     | 4      |
| 2008 – 2009 | Спортинг Лисабон    | 22     | 3      |
| 2009 – 2010 | Спортинг Лисабон    | 13     | 1      |
| 2010 – 2011 | Спортинг Лисабон    | 3      | 0      |
| 2011 – 2012 | Спортинг Лисабон    | 13     | 5      |
| 2012 – 2013 | Спортинг Лисабон    | 7      | 0      |
| 2012 – 2013 | Порто               | 13     | 1      |
| 2013/14     | Габала              | 12     | 1      |
| 2014/15     | ФК Краснодар        | 22     | 1      |